# Żarnów (gromada)
Żarnów – dawna gromada, czyli najmniejsza jednostka podziału terytorialnego Polskiej Rzeczypospolitej Ludowej w latach 1954–1972.
Gromady, z gromadzkimi radami narodowymi (GRN) jako organami władzy najniższego stopnia na wsi, funkcjonowały od reformy reorganizującej administrację wiejską przeprowadzonej jesienią 1954 do momentu ich zniesienia z dniem 1 stycznia 1973, tym samym wypierając organizację gminną w latach 1954–1972.
Gromadę Żarnów z siedzibą GRN w Żarnowie utworzono – jako jedną z 8759 gromad na obszarze Polski – w powiecie opoczyńskim w woj. kieleckim, na mocy uchwały nr 13g/54 WRN w Kielcach z dnia 29 września 1954. W skład jednostki weszły obszary dotychczasowych gromad Żarnów, Tresta, Dorobna Wieś i Trojanowice ze zniesionej gminy Topolice oraz Nowa Góra i Sielec ze zniesionej gminy Machory w tymże powiecie. Dla gromady ustalono 20 członków gromadzkiej rady narodowej.
1 stycznia 1959 do gromady Żarnów przyłączono obszar zniesionej gromady Bronów (planowana data 1 stycznia 1958 została zmieniona na 1 stycznia 1959 uchwałą Prezydium Wojewódzkiej Rady Narodowej w Kielcach Nr 439/58 z 18 listopada 1958).
31 grudnia 1959 do gromady Żarnów przyłączono wsie Dłużniewice, Pilichowice i Zdyszewice, kolonie Dłużniewice, Prawdzice, Pilichowice, Ruda Pilichowska, Rudzew i Kowalicha, osady Czersko i Zdyszewicki Józefów oraz parcelacje Pilichowice i Dłużniewice ze zniesionej gromady Dłużniewice oraz wsie Topolice, Budków, Odrowąż i Nadole wraz z osadą Zalesie ze zniesionej gromady Topolice.
31 grudnia 1961 do gromady Żarnów przyłączono wieś Grębenice ze zniesionej gromady Machory.
Gromada przetrwała do końca 1972 roku, czyli do kolejnej reformy gminnej. 1 stycznia 1973 utworzono gminę Żarnów.